# Kwethluk
Kwethluk – miasto w Stanach Zjednoczonych, w stanie Alaska, w okręgu Bethel.